# 가메이 마사노리
가메이 마사노리(일본어: 亀井政矩 かめい まさのり[*], 덴쇼 18년 음력 11월 29일(1590년 12월 25일) ~ 쇼와 5년 음력 8월 15일(1619년 9월 22일))는 에도 시대 전기의 다이묘이다. 이나바 시카노번 제2대 번주, 이와미 쓰와노번 초대 번주를 지냈다. 쓰와노번 가메이가(津和野藩亀井家) 제2대 당주.

## 생애
게이초 7년(1602년), 처음 도쿠가와 이에야스를 섬겼다. 게이초 9년(1604년)에는 부젠마모루(豊前守)의 관위가 오르고, 도쿠가와 히데타다의 근습이 되었다. 게이초 14년(1609년)에 마쓰다이라 야스시게의 딸과 결혼했고, 게이초 17년(1612년) 아버지가 병사하자 그 뒤를 이어 가노번주가 되었다.
게이초 19년(1614년)부터의 오사카 전투(大坂の陣)에서는 혼다 마사노부 휘하의 군에 속했다. 겐나 3년(1617년), 이와미 쓰와노번주였던 사카자키 나오모리가 흉행을 위해 개역당하자 그 뒤를 이어 쓰와노 이봉 명령을 받았다. 겐나 5년(1619년) 5월 후쿠시마 마사노리가 히로시마성의 무단 개축으로 개역이 되자 호리오 다다하루, 모리 다다마사 등과 함께 성을 주고받는 역할을 맡았다. 그러나 마사노리는 이 무렵부터 병중(病中)에 있었다.
동년 8월, 친했던 고다이인을 만나기 위해서 조라쿠도조(上洛途上)의 후시미에서 낙마(落馬)해, 이것이 원인이 되어 8월 15일에 30세로 사망했다. 뒤는 장남 고레마사가 이었다.
또한, 마사노리에는 하리마 히메지번으로 가증 이봉된다는 이야기도 있었지만, 요절했기 때문에 실현되지 못하고 끝났다.